# Christoph Möckel

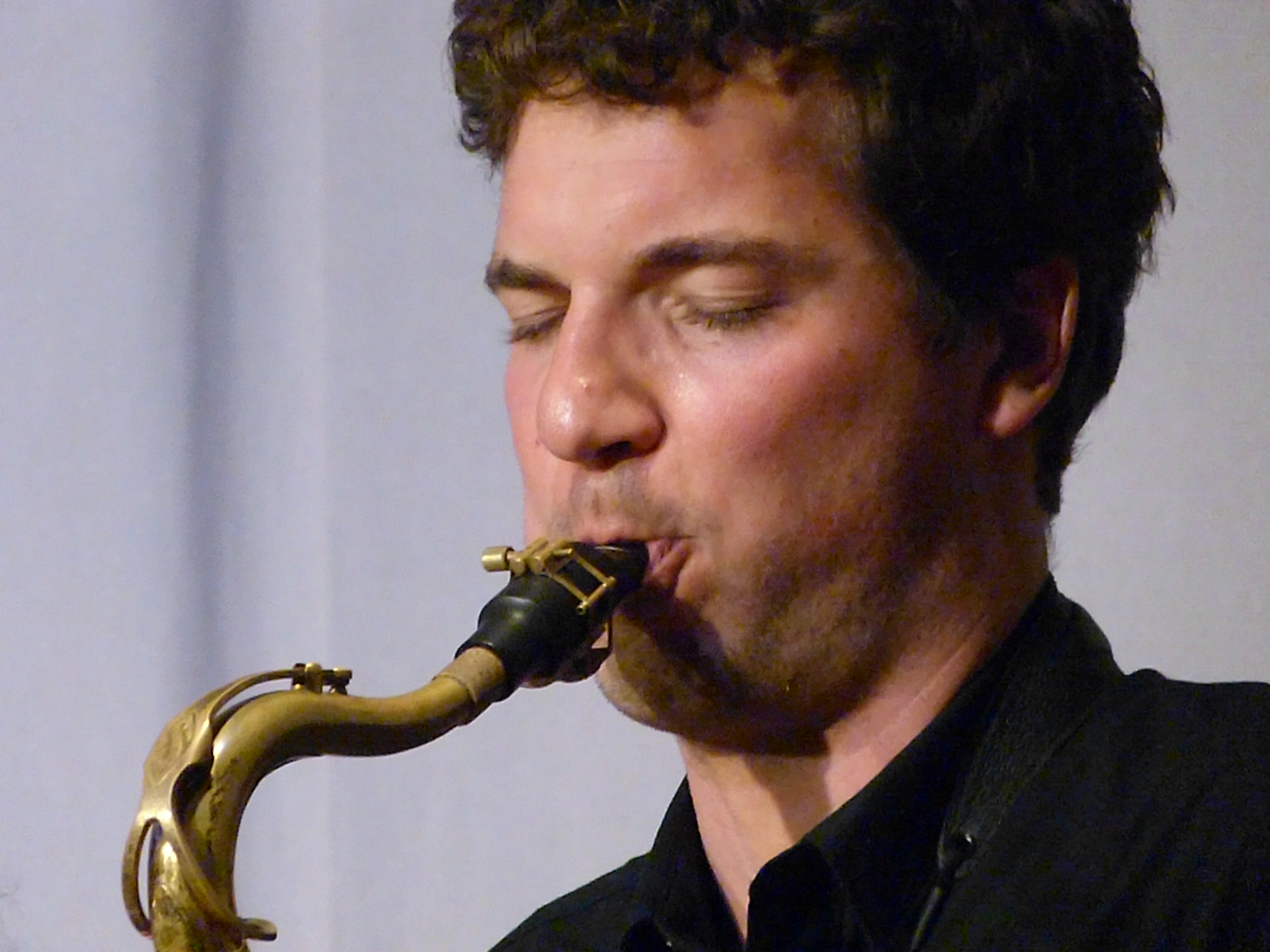
Christoph Möckel (2015 im Loft (Köln))

Christoph Möckel (* 1986 in Schwerin) ist ein deutscher Jazzmusiker (Saxophone, Klarinetten).

## Leben
Möckel, der aus einer Musikerfamilie stammt (sein Vater ist der Schauspielkapellmeister Thomas Möckel), besuchte ein Musikgymnasium. Dort war er im Chor und in der Bigband aktiv. Zwischen 2006 und 2011 studierte er Saxophon an der Hochschule für Musik und Tanz Köln bei Wolfgang Engstfeld, Claudius Valk und Frank Gratkowski. Auch besuchte er Workshops bei Hayden Chisholm, Mark Turner und Steve Coleman.
Möckel spielte im European Jazz Orchestra 2012, im Cologne Contemporary Jazz Orchestra, im Maxime Bender Orchestra (Fellowship) und in der Florian Ross Big Company (Ties and Loose Ends). Sein Debüt-Album Dreamlike mit eigenem Quartett wurde im Februar 2013 in Kooperation mit dem Deutschlandfunk aufgenommen. Als Mitglied des Offshore Quintett spielte er drei Alben ein. Mit Lucas Leidinger, Stefan Berger und Max Andrzejewski bildet er die Formation Ebene Null. Auch gehörte er zu Marko Mlyneks Bellbird, zum Quartett von Oliver Lutz (Signal), zum Quartett von Benjamin Garcia (Redd Peace) sowie zu Sebastian Sternals Symphonic Society. Weiter war er bei als Musiker bei verschiedenen Produktionen am Schauspiel Köln, Staatstheater Schwerin und Schauspiel Düsseldorf tätig. Seit 2019 lebt er in Berlin. 
Möckel hat seit dem Wintersemester 2020 einen Lehrauftrag für Saxophon an der Hochschule für Musik und Theater Rostock.

## Preise und Auszeichnungen
Möckel war Preisträger beim Bundeswettbewerb „Jugend jazzt“ und bei „Jugend musiziert“. 2010 und 2011 gewann er den Convento Jazzpreis Nordrhein-Westfalen; er war Finalist beim Europäischen Jazzpreis Burghausen 2009/2011 und beim Wettbewerb der Leverkusener Jazztage 2008.

## Diskographische Hinweise
- Ebene Null: Wandertrieb (Traumton Records 2013; mit Lucas Leidinger, Stefan Berger, Max Andrzejewski)
- Oliver Lutz Quartett: Signal (Unit Records 2014 mit Pablo Held, Moritz Baumgärtner)
- Christoph Möckel Quartett: Dreamlike (Klaeng Records 2014; mit Simon Seidl, Matthias Akeo Nowak, Fabian Arends sowie Menzel Mutzke)
- Holzig (A-Jazz 2017; mit Hans Arnold, Veit Steinmann, Moritz Sembritzki, Florian Herzog)
- Offshore Quintet: Preen (Klaeng Records; 2017 mit Constantin Krahmer, Dierk Peters, Oliver Lutz, Fabian Rösch)
- Holzig: Episoden (WismART 2019; mit Hans Arnold, Veit Steinmann, Moritz Sembritzki, Philipp Martin)
- Fabian Arends / David Helm: Fosterchild (Tangible Music 2019; mit Kasper Tranberg, Sebastian Gille, Simon Nabatov, Philip Zoubek, sowie Bastian Stein, Elisabeth Coudoux, Theresia Philipp, Leonhard Huhn)
- Mantra (Klaeng Records 2023, mit Oliver Lutz, Moritz Baumgärtner)